# Peñafiel (agua mineral)
Peñafiel es una marca de agua mineral mexicana, producida desde 1928 por Grupo Peñafiel en Tehuacán, Puebla, México.

## Historia
Peñafiel fue fundado en Tehuacán, Puebla alrededor de 1928.
Las presentaciones actuales para productos incluyen Natural, Twist y Clásico.
Cadbury Schweppes adquirió Peñafiel en 1992, añadiendo la histórica agua mineral a una familia que incluye muchas otras marcas históricas . Peñafiel creció bajo la dirección de Cadbury Schweppes, incrementando las líneas de producción y el uso de envases innovadores. En agosto de 2003, Peñafiel Twist entró al mercado, con lo que el agua mineral con sabor a frutas consumidores que contienen más de un 75 % menos de calorías que los refrescos tradicionales. La marca siguió esto con Peñafiel Natural en abril de 2004, que no contiene edulcorantes artificiales, pero todavía tiene aproximadamente 75 % menos calorías que la mayoría de los refrescos.

## Sabores
Peñafiel Naturel, está producido en sabores de naranja, limón, piña, fresa, toronja, coco, arándano, mango, sabores de manzana y sangría.